# Triple Play Baseball
Triple Play Baseball é um jogo de beisebol lançado para PlayStation, PlayStation 2 e Microsoft Windows em 2001. Seria o último jogo da série Triple Play lançado para PlayStation e Microsoft Windows, mas foi o primeiro jogo da série a ser lançado no PlayStation 2. O jogo apresenta o primeira base do Oakland Athletics, Jason Giambi, na capa.
Triple Play Baseball foi o primeiro e único jogo da série de beisebol triple play a não apresentar um ano no título. O novo jogo apresentava uma opção robusta de "criar um jogador" e o modo Big League Challenge. Os jogadores podem jogar um jogo para um jogador, uma temporada completa, playoffs ou Home Run Derby. A seleção e as transferências da equipe estão sob o controle do jogador. Na versão PS1, Jim Hughson e Buck Martinez fornecem os comentários, enquanto na versão PS2 é Sean McDonough.
A cantora Vitamin C forneceu captura de movimento para o jogo, que apresentava seu cover da música "I Know What Boys Like" do The Waitresses.

## Recepção
A versão para PlayStation recebeu "críticas geralmente favoráveis", enquanto as versões para PC e PS2 receberam "críticas mistas ou médias", de acordo com o site de agregação de análises, Metacritic. Rob Smolka da NextGen disse sobre a versão anterior do console em sua edição de junho de 2001: "A EA Sports retirou o ano do título, mas pouco mais mudou para esta versão final para o PlayStation original." Daniel Erickson disse mais tarde na edição de julho de 2001 da revista que a última versão para console era "de cair o queixo e divertida em festas, mas decepcionaria profundamente os fãs de simuladores." Glenn Rubestein, da Extended Play, deu à mesma versão de console todas as cinco estrelas e disse que era "o jogo para se ter nesta temporada. Sua proeza gráfica e gama completa de recursos o tornam o título mais completo do mercado. O compromisso da EA Sports com a qualidade realmente brilha, oferecendo um dos melhores jogos de beisebol já vistos em qualquer sistema de console doméstico."
Air Hendrix da GamePro disse sobre a versão PlayStation, "Se você já jogou Triple Play 2001 até a morte, isso significa que não há razão para atualizar, a menos que você seja um fã consumado. Mas se você não compra um novo jogo de beisebol PlayStation há algum tempo, este é o verdadeiro negócio, entregando o beisebol rápido e cheio de ação que é a marca registrada da Triple Play." No entanto, ele também disse: "A corrida pelo título do PS2 ainda está em andamento, mas o Triple Play certamente não é um dos concorrentes."

## Notes
1. ↑  Três críticos da Electronic Gaming Monthly deram à versão PlayStation uma pontuação de 7,5/10, 7/10 e 5/10.
2. ↑  Na análise da versão para PlayStation 2 feita pela Electronic Gaming Monthly, um crítico deu nota 6/10, e os demais deram nota 7,5/10 cada.
3. ↑  a GamePro deu à versão para PlayStation duas pontuações de 4,5/5 para gráficos e som, e duas pontuações de 4/5 para controle e fator diversão.
4. ↑  a GamePro deu à versão para PlayStation 2 4/5 para gráficos, 4,5/5 para som e duas pontuações de 3/5 para controle e fator diversão.

## Ligações Externas
- Triple Play Baseball no MobyGames
- Triple Play Baseball. no IMDb.